# All Reflections Drained
All Reflections Drained è il settimo album in studio del progetto musicale black metal statunitense Xasthur, pubblicato nel 2009.

## Tracce
Ed. standard
1. Dirge Forsaken – 5:41
2. Maze of Oppression – 5:13
3. Achieve Emptiness, Pt. 2 – 4:39
4. Masquerade of Incisions – 15:33
5. Damage Your Soul – 4:52
6. Inner Sanctum Surveillance – 7:02
7. Obfuscated in Oblivion – 5:25
8. All Reflections Drained – 7:57

Disco 2 (ed. speciale)
1. Torment – 4:54
2. Aura of Denial – 4:45
3. Flechcrawl – 0:44
4. Concealed Barren Thoughts – 6:08
5. Released From This Earth – 4:58
6. Untitles – 5:45
7. A Living Hell – 3:00
8. Trauma Will Always Linger – 14:20
9. Jomfrulysets Fall – 6:13
10. Outro – 0:23